# 藍色時期 (漫畫)
《藍色時期》是山口飛翔創作的日本漫畫作品，於講談社雜誌《月刊Afternoon》2017年8月號開始連載。劇情描述高中生矢口八虎萌生出畫畫的志向後，報考日本唯一的國立藝術大學——東京藝術大學的艱辛逐夢之路。
2020年，本作榮獲「漫畫大賞」第1名以及講談社漫画賞一般部門大賞。2021年11月，累計發行量突破450萬冊。
2021年1月19日宣佈改編為電視動畫，日本於2021年10月1日播出。2024年4月2日宣布改編為真人電影，日本於2024年8月9日上映。

## 劇情
應考篇（單行本第1卷－第6卷 / 第1筆－第25筆）
主角矢口八虎是個課業表現優秀，但內心經常感到空虛的高中生。某日他見到校內美術社的一幅油畫，便對繪畫產生興趣，由於家中經濟無法負擔私立學校的學費，八虎便將第一志願訂為國立東京藝術大學繪畫科並專攻油畫，並在高二時就讀預備學校。
儘管八虎起步較晚，但他非常努力，進步的速度令許多人刮目相看。雖然偶爾會陷入撞牆期，還因為壓力過大而起了蕁麻疹，所幸能靠著他人的激勵或間接影響而振作，在構圖技巧和畫材運用方面有所突破。最後成功被藝大錄取。
藝大篇一年級（單行本第7卷－ / 第26筆－）
八虎考上藝大的第一年，班導師要求新生們捨棄應考繪畫，八虎的初期作業也得到相當嚴苛的講評。在舊同學的鼓勵下，八虎決定轉換心態，正視自己、用心感受每一天的事物，並與其他各有特色、但全都對創作充滿幹勁的藝大生一同切磋成長。
藝大篇二年級（單行本第12卷－ / 第48筆－）

## 登場人物

### 主要人物
矢口八虎（Yaguchi Yatora）
聲 - 峯田大夢
本作主人公。不只在校成績優異還能兼顧玩樂，過著外人看來充實的日子，但心中總感到無比空虛。回學校拿忘了帶走的菸盒時意外看到了森學姐的畫，啟發了想走美術的夢想。認為自己不是有才能的人，因此更努力學習。最後通過複試，錄取藝大。
鮎川龍二（Ayukawa Ryuji）
聲 - 花守由美里
美術社成員。當初他邀請八虎加入美術社，之後也和他一樣進入預備學校，以東京美術大學日本畫科為目標。
男扮女裝。性向是雙性戀，但因此常在公布自己的性別後遭到拒絕，留下許多情傷，家人也不認同他的舉止。小時候教他日本畫的是祖母，為了不辜負唯一肯定自己的祖母，所以逼迫自己繼續走日本畫科，最後陷入自暴自棄。初試時直接在畫布上畫個大大的「×」，表示棄權。經由和八虎在複試前的談心略有釋懷。
經營著Instagram帳戶ryuji_ayukawa。
高橋世田介（Takahashi Yotasuke）
聲 - 山下大輝
與八虎就讀同一間預備學校的美術天才，第一次畫素描就能畫得比八虎還好，令八虎感受到自己只是個凡人。沒什麼朋友，但常和八虎有互動。
雖然素描功力了得，但畫的圖在預備學校並沒有得到很好的評價，因此憤而退出，自行努力。和八虎一起順利通過初試和複試，錄取藝大，並認為是理所當然的結果。
童年時即展現繪畫天分，但難與他人相處的問題一直存在，所以總是與小動物為伍，討厭別人用「天才」之類的表象來評斷自己。藝大第一年，被貓屋敷教授指摘說「要多用頭腦」，並在她的暗示下察覺到自己可能是不是因為畫作，而是因為學科成績頂尖才錄取藝大，因此陷入想輟學的消極狀態。八虎再次思考世田介和他各自的狀況後，重新與世田介對話，終於兩人都能正視自己。

### 美術社
森茉瑠 / 森學姐（Mori Senpai / Mori Maru）
聲 - 青耶木まゆ
矢口的學姐，外貌嬌小可愛，是美術社第一把交椅，畫作啟發了八虎。後來獲武藏野美術大學批准入學，對八虎的複試畫作也表達了肯定。
佐伯昌子 / 佐伯老師（Saeki Masako）
聲 - 平野文
八虎的高中美術老師，亦是美術社顧問。年長的沉穩女性，給了八虎一番人生建言，是八虎追求美術的啟蒙者。正職是開設美術教室。

### 東京美術學院（補習班）
桑名真紀（Kuwana Maki）
聲 - 宮本侑芽
女生，八虎班上最為優秀的學生，出身藝術世家，是個風雲人物。個性開朗友善，但偶有陰沉的一面，主要原因是家庭背景，和同樣走美術之路的姊姊。通過初試，但複試落榜。之后偶遇八虎，经过互相开导，尝试改变，学习雕刻科，第二年成功通过考试。
橋田悠（Hashida Haruka）
聲 - 河西健吾
有著大阪腔的少年，綁著兩條長辮子，與世田介同校，在東京藝術大學油畫科夜間部與八虎認識。個性隨和，人脈很廣，喜歡看別人的作品。考上了多摩美，再考藝大時初試通過，但複試落榜。之後和八虎一起至佐伯的藝術教室打工，與孩子們相處。
大葉真由 / 大葉老師（Ohba Sensei）
聲 - 和優希
八虎補習班的女講師，嗓門很大，起初不看好八虎，但他之後的成長令她刮目相看。精闢的指導讓八虎獲益良多。
岡田佐惠（Okada Sae）
聲 - 陶山惠實里
八虎的預備學校同班同學。
石井啄郎（Ishii Takurou）
聲 - 村田太志
八虎的預備學校同班同學。
櫻庭華子（Sakuraba Hanako）
聲 - 大西沙織
八虎的同班同學，已經多次應考落榜。

### 東京藝術大學
村井八雲（Murai Yakumo）
油畫科，打扮和個性都很狂野。生活窮困，自信滿溢，喜歡創作規模很大的作品，創作時經常打赤膊或是全裸，背上有刺青。自我介紹時對八虎有著良好的第一印象，因此常找他混在一起，並給了八虎不少啟發。
三木貴音美（Miki Kinemi）
聲 - 花澤香菜
油畫科，身材高大壯碩，也是在初試時不小心害八虎鏡子摔碎的考生。國、高中都是排球社成員，因此比一般男生都孔武有力。整個人散發出積極的態度，很能在團體活動中鼓舞士氣。
藍澤彩乃（Aizawa Ayano）
油畫科，給人高冷的感覺。和貴音美是補習班認識的好友，兩人相輔相成。
鉢呂健二（Hachiro Kenji）
油畫科，八雲的朋友。
柿之木坂桃代（Kakinokizaka Momoyo）
油畫科，有著廣島腔的熱情女生。
盧生教授（ろせいきょうじゅ）
油畫科1年級班導師，留著一頭長黑髮的男性。
貓屋敷亞萌（ねこやしき あも）
油畫科1年級班導師，也是油畫科唯一的女性教授。個子嬌小的女性，頭髮發亮，戴著M型的髮飾。是最早了解到八虎的進步歷程，並給出中肯評語的導師。有著為作品投入自身一切的個性，故會去否定那些不這麼做的人，例如世田介。2年級時因為從事大型企劃而不再任教。
槻木蛇目（つきのき じゃのめ）
油畫科1年級班導師，瘦高長髮、有著蛇眼的男性。在第一次作業講評時給予八虎很苛刻又難懂的評語，大大打擊了八虎。2年級時因為腰痛而不再任教。
夢崎（ゆめさき）
技法・材料研究室，貓屋敷教授的助教。長相兇惡。
櫻井（さくらい）
壁画研究室。專攻壁畫修復。盧生教授的助教。
花陰真里亞（はなかげ まりあ）
博士班第一年，雛菊助教的代理人。相當我行我素，性嗜酒，在開學當天曾拉著八虎和世田介一起喝酒吃飯。
犬飼（いぬかい）
油畫科2年級班導師，藝大的副校長，油畫界的頂尖人物。氣場沉穩強大，認為這一屆的油畫科學生的力量不足。

### 其他
不二桐緒
反權威的藝術集團「NO MARKs」的代表人物。博覽群書，擁有淵博的藝術史知識和獨特的個人魅力，能吸引對美術大學感到厭倦的學生。

### 八虎的友人
歌島（Utashima）
聲 - 橘龍丸
戴眼鏡。畢業後打算去咖啡店工作。
戀窪（Koigakubo）
聲 - 神尾晉一郎
暱稱「阿戀」，畢業後打算去學做甜點。
純田（Sumida）
聲 - 福西勝也
家裡開豆腐店，預計要繼承家業。

## 創作
作者山口飛翔畢業於東京藝術大學，繪製完動畫《她與她的貓》的漫畫版後，在責任編輯的建議下決定去畫「會大賣的漫畫」。她發現奇幻系與努力系的作品是可以嘗試的方向，於是結合自身的美術經歷，創作出《藍色時期》。
本作標題取自畫家畢卡索以陰沉藍色系作畫的「藍色時期」。
本作中出現的部分畫作是出自其他畫家之手，畫家的姓名會標示在格子旁，或者是在單行本末一一說明。

## 出版書籍

### 漫畫
| 卷數 | 講談社         | 講談社                                                  | 東立出版社     | 東立出版社                                                                                       | 天闻角川·湖南美术出版社 | 天闻角川·湖南美术出版社 | 封面人物         |
| 卷數 | 發售日期       | ISBN                                                    | 發售日期       | ISBN                                                                                             | 發售日期                | ISBN                    | 封面人物         |
| ---- | -------------- | ------------------------------------------------------- | -------------- | ------------------------------------------------------------------------------------------------ | ----------------------- | ----------------------- | ---------------- |
| 1    | 2017年12月22日 | ISBN 978-4-06-510586-3                                  | 2019年4月15日  | ISBN 978-957-26-2278-0                                                                           | 2021年9月               | ISBN 978-7-5356-9553-6  | 矢口八虎         |
| 2    | 2018年3月23日  | ISBN 978-4-06-511124-6                                  | 2020年6月19日  | ISBN 978-957-26-2279-7                                                                           | 2021年9月               | ISBN 978-7-5356-9553-6  | 鮎川龍二         |
| 3    | 2018年8月23日  | ISBN 978-4-06-512336-2                                  | 2020年10月22日 | ISBN 978-957-26-2280-3                                                                           | 2022年1月               | ISBN 978-7-5356-9714-1  | 高橋世田介       |
| 4    | 2019年2月22日  | ISBN 978-4-06-514484-8                                  | 2020年11月27日 | ISBN 978-957-26-2979-6                                                                           | 2022年1月               | ISBN 978-7-5356-9714-1  | 橋田悠           |
| 5    | 2019年6月21日  | ISBN 978-4-06-515958-3                                  | 2021年2月5日   | ISBN 978-957-26-4256-6                                                                           | 2023年3月               | ISBN 978-7-5356-9951-0  | 桑名真紀         |
| 6    | 2019年11月22日 | ISBN 978-4-06-517512-5                                  | 2021年5月6日   | ISBN 978-957-26-6402-5                                                                           | 2023年3月               | ISBN 978-7-5356-9951-0  | 森學姊           |
| 7    | 2020年3月23日  | ISBN 978-4-06-518889-7                                  | 2021年7月30日  | ISBN 978-957-26-7311-9（首刷限定版）                                                             | 2023年9月               | 978-7-5746-0109-3       | 大葉真由/老師    |
| 7    | 2020年3月23日  | ISBN 978-4-06-518889-7                                  | 2021年8月6日   | ISBN 978-957-26-6403-2                                                                           | 2023年9月               | 978-7-5746-0109-3       | 大葉真由/老師    |
| 8    | 2020年9月23日  | ISBN 978-4-06-520725-3（特裝版） ISBN 978-4-06-520727-7 | 2021年10月12日 | ISBN 978-957-26-7650-9（首刷限定版）                                                             | 2023年9月               | 978-7-5746-0109-3       | 村井八雲         |
| 8    | 2020年9月23日  | ISBN 978-4-06-520725-3（特裝版） ISBN 978-4-06-520727-7 | 2021年10月18日 | ISBN 978-957-26-6404-9                                                                           | 2023年9月               | 978-7-5746-0109-3       | 村井八雲         |
| 9    | 2021年1月21日  | ISBN 978-4-06-521994-2                                  | 2021年11月24日 | ISBN 978-957-26-7651-6（首刷限定版）                                                             | 2024年3月               | ISBN 978-7-5746-0334-9  | 三木貴音美       |
| 9    | 2021年1月21日  | ISBN 978-4-06-521994-2                                  | 2021年11月29日 | ISBN 978-957-26-6405-6                                                                           | 2024年3月               | ISBN 978-7-5746-0334-9  | 三木貴音美       |
| 10   | 2021年5月21日  | ISBN 978-4-06-523175-3                                  | 2021年12月23日 | ISBN 978-957-26-7846-6（首刷限定版）                                                             | 2024年3月               | ISBN 978-7-5746-0334-9  | 純田、戀窪、歌島 |
| 10   | 2021年5月21日  | ISBN 978-4-06-523175-3                                  | 2021年12月29日 | ISBN 978-957-26-7146-7                                                                           | 2024年3月               | ISBN 978-7-5746-0334-9  | 純田、戀窪、歌島 |
| 11   | 2021年9月22日  | ISBN 978-4-06-524977-2（特裝版） ISBN 978-4-06-524669-6 | 2022年2月8日   | ISBN 978-957-26-8414-6（會場限定版） ISBN 978-957-26-8415-3（首刷限定版） ISBN 978-957-26-7953-1 | 2024年9月               | ISBN 978-7-5746-0463-6  | 佐伯昌子/老師    |
| 12   | 2022年5月23日  | ISBN 978-4-06-527418-7                                  | 2022年10月13日 | ISBN 978-626-7186-26-8（首刷限定版）                                                             | 2024年9月               | ISBN 978-7-5746-0463-6  | 犬飼教授         |
| 12   | 2022年5月23日  | ISBN 978-4-06-527418-7                                  | 2022年10月20日 | ISBN 978-957-26-9508-1                                                                           | 2024年9月               | ISBN 978-7-5746-0463-6  | 犬飼教授         |
| 13   | 2022年11月22日 | ISBN 978-4-06-529730-8                                  | 2023年6月5日   | ISBN 978-626-360-541-1（首刷限定版）                                                             |                         | ISBN 978-7-5746-0610-4  | 不二桐緒         |
| 13   | 2022年11月22日 | ISBN 978-4-06-529730-8                                  | 2023年6月12日  | ISBN 978-626-347-876-3                                                                           |                         | ISBN 978-7-5746-0610-4  | 不二桐緒         |
| 14   | 2023年7月21日  | ISBN 978-4-06-531943-7                                  | 2024年1月22日  | ISBN 978-626-02-0342-9（首刷限定版） ISBN 978-626-020-085-5                                      | 柿之木坂桃代            | ISBN 978-7-5746-0610-4  |                  |
| 15   | 2023年11月22日 | ISBN 978-4-06-533571-0                                  | 2024年6月28日  | ISBN 978-626-02-1206-3（首刷限定版）                                                             |                         |                         | 真田麻智子       |
| 15   | 2023年11月22日 | ISBN 978-4-06-533571-0                                  | 2024年7月5日   | ISBN 978-626-02-0750-2                                                                           |                         |                         | 真田麻智子       |
| 16   | 2024年11月21日 | ISBN 978-4-06-537474-0                                  |                |                                                                                                  |                         |                         | 鉢呂健二         |
| 17   | 2025年5月22日  | ISBN 978-4-06-539411-3                                  |                |                                                                                                  |                         |                         |                  |

### 小說
《小說 藍色時期》
作者：時海結以。
| 卷數 | 講談社         | 講談社                 |
| 卷數 | 發售日期       | ISBN                   |
| ---- | -------------- | ---------------------- |
| 1    | 2021年10月28日 | ISBN 978-4-06-525003-7 |
| 2    | 2021年12月1日  | ISBN 978-4-06-525787-6 |

### 其他
《藍色時期公式視覺手冊～藝術是，才能嗎？～》
作者：時海結以。
| 卷數 | 講談社        | 講談社                 |
| 卷數 | 發售日期      | ISBN                   |
| ---- | ------------- | ---------------------- |
| 全   | 2022年8月19日 | ISBN 978-4-06-528446-9 |

## 榮譽
| 獲獎年份 | 獎項                    | 類別               | 獲獎對象     | 結果   | 來源   |
| -------- | ----------------------- | ------------------ | ------------ | ------ | ------ |
| 2018年   | TSUTAYA漫畫票選大賞2018 | 下一部爆紅作品部門 | 《藍色時期》 | 大賞   | [ 55 ] |
| 2018年   | 這本漫畫真厲害！2019    | 男性篇             | 《藍色時期》 | 第4名  | [ 56 ] |
| 2019年   | 漫畫大賞2019            |                    | 《藍色時期》 | 第3名  | [ 56 ] |
| 2019年   | 這本漫畫真厲害！2020    | 男性篇             | 《藍色時期》 | 第14名 | [ 56 ] |
| 2020年   | 漫畫大賞2020            |                    | 《藍色時期》 | 第1名  | [ 56 ] |
| 2020年   | 第44回講談社漫画賞      | 一般部門           | 《藍色時期》 | 獲獎   | [ 57 ] |

## 展覽
《藍色時期展～藝術是，才能嗎？～》於2022年6月18日至9月27日在東京寺田倉庫舉辦。

## 電視動畫
2021年1月19日發佈了《藍色時期》電視動畫化的消息，並同步開設官方網站及推特。自2021年10月1日開始播放。

### 製作人員
- 原作：山口飛翔[59]
- 總導演：舛成孝二[59]
- 導演：淺野勝也[59]
- 系列構成、劇本：吉田玲子[59]
- 角色設定：下谷智之[59]
- 製作：Seven Arcs[59]

### 主題曲
片頭曲《EVERBLUE》
演唱：Omoinotake
片尾曲《Replica》
演唱：mol-74

### 各話列表
| 話數     | 日文標題 | 中文標題                     | 分鏡     | 演出       | 作畫監督                                                          | 總作畫監督           | 首播日期 （2021年） |
| -------- | -------- | ---------------------------- | -------- | ---------- | ----------------------------------------------------------------- | -------------------- | ------------------- |
| 第一話   |          | 初嚐作畫的喜悅               | 舛成孝二 | 松村樹里亞 | 平田賢一、宮川智惠子、河本美代子、平馬浩司、Han seung hui         | 下谷智之             | 10月1日             |
| 第二話   |          | 他根本沒曬黑                 | 淺野勝也 | 小野田雄亮 | J-CUBE（Lee Jung Pil、Ho Sungjin）、MABUS ANIMATION（Yang Jihye） | 下谷智之             | 10月8日             |
| 第三話   |          | 補習班的死亡出道             | 宮澤努   | 深瀨重     | 竹內花純、飯塚葉子、宇都木勇                                      | 下谷智之、宮川智恵子 | 10月15日            |
| 第四話   |          | 我們將邁向何處？             | 井出安軌 | 萩原弘光   | 森七奈                                                            | 下谷智之             | 10月22日            |
| 第五話   |          | 即使清楚課題是什麼也束手無策 | 富田浩章 | 山崎茂     | 田中彩、西田美彌子、張昀、明光                                    | 下谷智之             | 10月29日            |
| 第六話   |          | 精神崩潰可真不得了           | 河原龍太 | 河原龍太   | 高瀨言、、Min Hyeonsuk、Yang Jihye                                | 下谷智之             | 11月5日             |
| 第七話   |          | 初試開始                     | 岩畑剛一 | 小野田雄亮 | 高橋恒星、德倉榮一、中谷藍、                                      | 下谷智之             | 11月12日            |
| 第八話   |          | 腦內啡不斷分泌               | 高田昌豐 | 高田昌豐   | Lee Sang jin、Ho Seong jin                                        | 下谷智之             | 11月19日            |
| 第九話   |          | 徬徨小刀                     | 富田浩章 | 黑瀨大輔   | 永田有香、竹内花純、飯塚葉子                                      | 下谷智之             | 11月26日            |
| 第十話   |          | 我們身上的藍色               | 網修次郎 | 網修次郎   | 三橋美枝子、Min Hyeonsuk、An Hyojeong、龍光、明光                 | 下谷智之、飯山菜保子 | 12月3日             |
| 第十一話 |          | 複試開始                     | 井出安軌 | 仁科邦康   | 宮本次郎、村長由紀                                                | 下谷智之、飯山菜保子 | 12月10日            |
| 第十二話 |          | 不再透明無色的自己           | 舛成孝二 | 福元信一   | 高瀨言、Lee Jongman                                               | 下谷智之             | 12月17日            |

## 真人電影
真人電影於2024年8月9日上映。由真榮田鄉敦主演。

### 角色列表
- 矢口八虎：真榮田鄉敦[4]
- 鮎川龍二：高橋文哉[4]
- 高橋世田介：板垣李光人[4]
- 森まる：櫻田日和[4]
- 桑名真紀：中島塞娜[61]
- 橋田悠：秋谷郁甫
- 戀窪晉：兵頭功海
- 後藤老師：三浦誠己
- 矢口行信：やす（ずん）
- 矢口真理惠：石田光
- 大葉真由：江口德子
- 佐伯昌子：藥師丸博子

### 製作團隊
- 原作：山口飛翔『藍色時期』（講談社「月刊Afternoon」連載）
- 監督：萩原健太郎
- 劇本：吉田玲子
- 配樂：小島裕規（Yaffle）
- 主題曲：WurtS「NOISE」（EMI Records）
- 製片商：C&I Entertainment
- 發行商：日本華納兄弟

## 影響
日本雙人音樂組合YOASOBI以本作爲藍本創作了單曲〈群青〉，於2020年9月1日發表。

## 備註
1. ↑  譯者：Niva[8]
2. ↑  翻译：《蓝色时期》翻译组
3. 1 2  附迷你畫集小冊子

## 外部連結
- 藍色時期｜Afternoon官方網站（日語）
- 電視動畫《藍色時期》官方網站（日語）
- 《藍色時期》官方的X（前Twitter）（日語）
- 在Netflix上觀看《藍色時期》
- 電影『藍色時期』官方網站
  - 電影『藍色時期』官方的X（前Twitter）
  - 電影『藍色時期』官方的Instagram帳戶